# NGC 656
NGC 656 è una galassia lenticolare barrata situata nella costellazione dei Pesci, a una distanza di circa 172 milioni di anni luce dalla nostra Via Lattea.

## Scoperta
NGC 656 è stata scoperta il 20 settembre 1865 dall'astronomo prussiano Heinrich d'Arrest.

## Descrizione
NGC 656 è una galassia di campo, in quanto non appartiene a nessun ammasso o gruppo di galassie ed è pertanto gravitazionalmente isolata.